# 比耶讷河
比耶讷河（法語：Bienne，法語發音：[bjɛn]）是法国汝拉省与安省的河流，是安河的左支流，长68.8千米，发源自普雷马农，于尚西亚流入安河。